# Mussolente
Mussolente ist eine nordostitalienische Gemeinde (comune) mit 7544 Einwohnern (Stand 31. Dezember 2023) in der Provinz Vicenza in Venetien. Die Gemeinde liegt etwa 36 Kilometer nordwestlich von Vicenza und etwa 5,5 Kilometer östlich von Bassano del Grappa. Mussolente grenzt unmittelbar an die Provinz Treviso.

## Geschichte
Erstmals erwähnt wird Mussolente im Mittelalter zwischen dem 11. und 13. Jahrhundert.

## Gemeindepartnerschaft
Mussolente unterhält eine Partnerschaft mit der kroatischen Stadt Umag in der Gespanschaft Istrien.

## Persönlichkeiten
- Silvano Tomasi (* 1940), im Ortsteil Casoni geboren